# Neonesidea omnivaga
Neonesidea omnivaga is een mosselkreeftjessoort uit de familie van de Bairdiidae. De wetenschappelijke naam van de soort is voor het eerst geldig gepubliceerd in 1986 door Maddocks.